# Гилза
Гилза (оръжейна) е тънкостенна затворена в единия си край тръбичка (чашка), предназначена за поместването на метателния заряд и средството за възпламеняване, служеща за обвивка на унитарния оръжеен патрон или артилерийския изстрел за огнестрелно оръжие и съединяващ в едно цяло тяло конструктивните части на патрона (изстрела): снаряд (куршума, сачмения заряд, артилерийския снаряд), барутния заряд и капсул-възпламенителя. Най-важното качество на оръжейната гилза е нейната херметичност, устойчивост на корозия, здравина и удобство на извличане (екстрактиране) от патронника след изстрел.
Гилзите на съвременните патрони, най-често са метални, направени от сплави на цветни метали или от стомана с различни покрития. Гилзите на патроните за гладкостволното оръжие нерядко имат метално дънце и стени от пластмаса или картон.

## Форма на гилзите
Според своята форма гилзите могат да са цилиндрични (9 mm патрон за ПМ), бутилковидни (7,62 mm патрон обр. 1943 г.), конични (7,62 mm патрон за револвер Наган). Патроните се фиксират при влизането им в патронника с предния профил на гилзата в удебелението на патронника, или с опирането на края ѝ в профила на патронника.
Гилзите с бутилковидна форма се характеризират със следните външни размери: дължина на гилзата, диаметър на дулцето на гилзата, диаметър на шията на гилзата, диаметър на рамото на гилзата, диаметър на основата, диаметър на долната част на гилзата – дъното (фланеца).
Коничните и цилиндричните гилзи се характеризират с дължина на гилзата, диаметър на дулцето, диаметър на основата и диаметър на дъното (фланеца).

## Типове дъна
Дъно (също и издаден край, фланец, кант, шапка) е пръстеновидно удебеление в основата на гилзата (например, гилзата за винтовъчния патрон 7,62×54 R, патроните за револверите и гладкостволното оръжие) или дъното на гилзата има пръстеновиден канал (бразда) (например, повечето съвременни патрони за автоматично оръжие). Служи за извличане (екстрактиране) на гилзата от патронника. Фланецът при типичен остарял патрон ползван за автоматично оръжие като 7.62x54R пречи на работата на автоматиката и затова картечницата ПК използва щипка с която извлича патрона от лентата и после пада на долното ниво където се дотиква от затвора в патронника.
Съществуват гилзи, дъното на които има и удебеление и канал (например, гилза за винтовъчен патрон Арисака калибър 6,5 mm, револверните патрони .38 Smith & Wesson Special, .357 Smith & Wesson Magnum и др.).
Гилзите с издадено дъно във вид на пръстеновидно удебеление се наричат фланцеви.
Гилзите с неиздадено дъно, а само с канал (бразда) се наричат безфланцеви.
Гилзите с частично издадено дъно, с удебеление и канал се наричат полуфланцеви.
Диаметърът на дъното на гилзата често е наричан „фланцеви“ диаметър, в т.ч. и при безфланцевите гилзи. Сравняването на диаметъра на фланеца с диаметъра на основата на гилзата, лесно определя типа дъно.
Терминът „дъно“ се използва от оръжейниците, терминът „фланец“ използват ползвателите на оръжието, макар фланецът да е частта от дъното, излизаща от основата на гилзата.

### Фланцеви гилзи
Тези видове гилзи се използват в патроните за револвери и гладкостволното ловно оръжие, освен това в патроните за много винтовки, разработени през XIX век, такива като винтовката на Мосин или британската Ли-Енфилд. Фланцевите гилзи са обозначени с буквата R (на английски: rimmed – обрамчена). От финансови съображения за производството и снабдяването на армиите с патрони нов образец, автоматичното оръжие често се създава под по-рано приети на въоръжение патрони (например, британската Брен). Пълнителите за такива патрони са големи и освен това зареждането на пълнителя изисква внимание, тъй като дъното на всеки по-горен патрон трябва да е пред дъното на предходния патрон иначе при стрелба ще се получи заклинване на патроните в него.

### Безфланцеви гилзи
Тяхната основа има канал за екстракция на гилзата от патронника. Гилзите без удебеление на дъното (на английски: rimless – без рамка) в настояще време са най-популярни за използване автоматичното оръжие, тъй като те осигуряват плътно запълване на пълнителя и надеждност на подаването. За използване в револвери (например, Колт М1917) тези патрони се използват с пачки, или патронната камера се прави с удебеление, в което се опира дулцето на гилзата.
Известни са гилзи без фланец (5 mm и 6,5 mm патрони за първите пистолети Бергман).

### Гилзи с намаляващ фланец
Те са с канал и диаметър на дъното по-малък от диаметъра на основата на гилзата. (на английски: RB – Rebated Rim (напр. 8×59 mm RB Breda) Такива гилзи са рядко срещани (например, .50 Action Express за пистолета Desert Eagle). Това са гилзи с увеличен размер за използване на по-мощен патрон без замяна на бойната личинка в съществуващия затвор.

### Полуфланцеви гилзи
Този вид съвместява двата основни модела гилзи (на английски: SR – Semi Rimmed – полурамкиран), например, гилзите за патрони .25ACP или .32ACP. Патроните с такива гилзи имат същия, макар и по-малко изразен, недостатък, както и фланцевите: неправилното зареждане на пълнителя може да доведе до заклинване в най-неподходящия момент. Въпреки това, теоретично, те са пригодни са използване при револверите.

### Гилзи с пояс
Гилзите с пояс (на английски: belted) се появяват в началото на XX век когато е разработен мощния патрон .375 Н&Н Magnum. Гилзата получава над основата си особен пояс-удебеление, имащ двойна роля – първо усилва здравината на конструкцията, а главно, поясът осигурява точна фиксация на гилзата в патронника и надеждно набождане на капсула. Диаметърът на фланеца може да е равен на диаметъра на пояса или на основата на гилзата. Такива гилзи постепенно губят популярност заради патроните с висока мощност от гилзи без фланец.

## Технологични особености
Закрепването на куршума в гилзата се осъществява чрез пресоване (понякога с използването на херметизиращ контурен лак – патроните 9×18 за ПМ, 7,62 mm патрон обр. 1943 г.), завалцовка на дулцето на гилзата (5,6 mm патрони), отвор в гилзата (патроните 5,45×18 мм за ПСМ и 7,62×38 mm патрон за револвера Наган). Някои гилзи имат пръстеновидно удебеление – кант, в което опира куршума (патроните 7,65×17 mm за Браунинг).
Гилзите за патроните на скорострелните картечници – например, гилзата за патроните на ШКАС – имат удебелени стени, усилено закрепване на капсула в гнездото, двойно пръстеновидно пресоване на куршума в дулцето на гилзата. На дъното на гилзите, освен стандартната маркировка се поставя и буквата „Ш“.
Гилзите на халосните патрони има удължено (в сравнение с бойните) дулце с форма на затворено цветче. За херметичност дулцето се покрива с лак (халосните 7,62 mm патрони обр. 1943 г.).
Гилзите за учебните патрони не са снаряжени със заряд, капсулът е инертен. За да може да се различават лесно от бойните даже на пипане, гилзите на учебните патрони имат надлъжни или кръгли издатини. Например, на учебните 7,62 mm междинен калибър патрони се правят четири надлъжни издатини, на учебните 9 mm патрони за ПМ – две кръгли издатини.
Гилзата, като правило, се използва само веднъж. Но стрелците-любители, ловците и спортистите, които често сами си снаряжават патроните, нерядко използват металните гилзи повторно, което дава съществена икономия.
Конструкторите в течение на много десетилетия предприемат опити радикално да модернизират патрона, за да избягат от проблемите, свързани със спукването и заяждането на гилзите при екстрактирането, да облегчат и поевтинят боеприпасите. Днес за масово използване има само артилерийски изстрели с частично изгаряща гилза (изстрели за съветските танкови оръдия 2А20 (У-5ТС), Д-68, 2А46 (Д-81)ТМ): корпусът на гилзата изгаря при изстрел заедно с барутния заряд, остава само металното дъно.

## Коментари
1. ↑  Буквата R в името на този патрон и нему подобните означава не на английски: russian – руски и не на английски: rifle – пушечен, винтовъчен, а на английски: rimmed – с рамка, рамкиран, обрамчен.